# Ngal
Ngal is een bestuurslaag in het regentschap Karimun van de provincie Riau-archipel, Indonesië. Ngal telt 648 inwoners (volkstelling 2010).